# Lütjenburg
Lütjenburg är en stad i Kreis Plön i förbundslandet Schleswig-Holstein i Tyskland.
Staden ingår i kommunalförbundet Amt Lütjenburg tillsammans med ytterligare 14 kommuner.